# James Aldridge
Harold Edward James Aldridge (10 luglio 1918 – 23 febbraio 2015) è stato un giornalista e romanziere australiano, corrispondente di guerra nel secondo conflitto mondiale.
Tra le sue opere letterarie: Parola d'onore (1943), Il cacciatore (1952), Prigioniero sulla Terra (1962).

## Opere
- Parola d'onore (Signed with Their Honour, 1942), Verona, Mondadori, 1946 traduzione di Maria e Alessandro Gallone
- The Sea Eagle (1944)
- Of Many Men (1946)
- Il diplomatico (The Diplomat, 1949), Milano, Baldini e Castoldi, 1951 traduzione di Stefano Tramonte
- Il cacciatore (The Hunter, 1950), Milano, Feltrinelli, 1957 traduzione di Luciana Marchi Pugliese
- Heroes of the Empty View (1954)
- Undersea Hunting for Inexperienced Englishmen (1955)
- I Wish He Would Not Die (1957)
- The Last Exile (1961)
- Prigioniero sulla terra (A Captive in the Land, 1962), Milano, Club degli editori, 1965 traduzione di Paolo C. Gajani
- My Brother Tom (1966)
- The Statesman's Game (1966)
- The Flying 19 (1966)
- Cairo - Biography of a City (1969)
- Living Egypt con Paul Strand (1969)
- A Sporting Proposition (1973)
- The Untouchable Juli (1974)
- Mockery In Arms (1974)
- The Marvellous Mongolian (1974)
- One Last Glimpse (1977)
- Goodbye Un-America (1979)
- The Broken Saddle (1982)
- The True Story of Lilli Stubeck (1984)
- The True Story of Spit Macphee (1986)
- La scelta di Lola (The True Story of Lola Mackellar, 1992), Milano, Mondadori, 1994 traduzione di Edina Furlan ISBN 978-88-04-38599-8.
- The Girl from the Sea (2002)
- The Wings of Kitty St Clair (2006)

## Premi e riconoscimenti
- John Llewellyn Rhys Prize: 1945 vincitore con The Sea Eagle[1]
- Premio Lenin per la pace: 1972[2]